# Наґата Хіроші
Наґата Хіроші (30 серпня 1907 — 4 серпня 1961) — японський хокеїст на траві.
Срібний призер Олімпійських Ігор 1932 року.